# Южно-Чемской
Южно-Чемской — жилмассив в Кировском районе Новосибирска Новосибирской области России. Включает в себя шесть жилых комплексов: «Просторный», «Матрёшкин двор», «Тулинка» и «Акварельный», «Гранатовый», «Семейный квартал».

## Жилые комплексы

### «Просторный»
Строительство жилого комплекса «Просторный» началось в 2012 году 
. На северо-западе граничит с Бронной улицей, на северо-востоке — с Прокопьевской, с юго-западной стороны к нему примыкает жилой комплекс «Матрёшкин двор». Застройщик — «Дискус». Состоит из 41 дома: 11 из которых 18-этажных, остальные 10-этажные здания.

### «Матрёшкин двор»
С запада и севера граничит с малоэтажными частными домами Бронных переулков, с северо-востока к нему примыкает ЖК «Просторный», с юго-восточной стороны — ЖК «Акварельный», с юго-западной стороны расположен ЖК «Тулинка». Застройщик — «Вира-Строй». Состоит из 27 домов разной этажности.

### «Тулинка»
Жилой комплекс, расположенный между улицей Петухова и Лесопарком имени Синягина. Последний жилой дом сдан в 2015 году. Состоит из трёх 17-этажных и двух 10-этажных зданий. Общая площадь — 97,5 тыс. м², жилая — 77 тыс. м². Количество квартир — 1336. Застройщик — Томская домостроительная компания.

### «Акварельный»
С северо-западной стороны от комплекса находятся «Матрёшкин дом» и «Просторный», с юго-востока — лесопарк имени Синягина. Состоит из 9 домов разной этажности.

### «Семейный квартал»
Состоит из 2 домов.

### «Гранатовый»
Состоит из 3 домов.

## Образовательные учреждения
- Детский сад № 53, расположен на территории жилого комплекса «Матрёшкин двор»;
- Детский сад № 154, построен в 2019 году, рассчитан на 220 мест[3]. Находится в жилом комплексе «Просторный».
- Дошкольное отделение «Ягодка», расположено возле жилого комплекса «Тулинка».

- Школа № 217, открылась в феврале 2020 года в жилом комплексе «Матрёшкин двор», рассчитана на 1300 мест[4].

## Транспорт

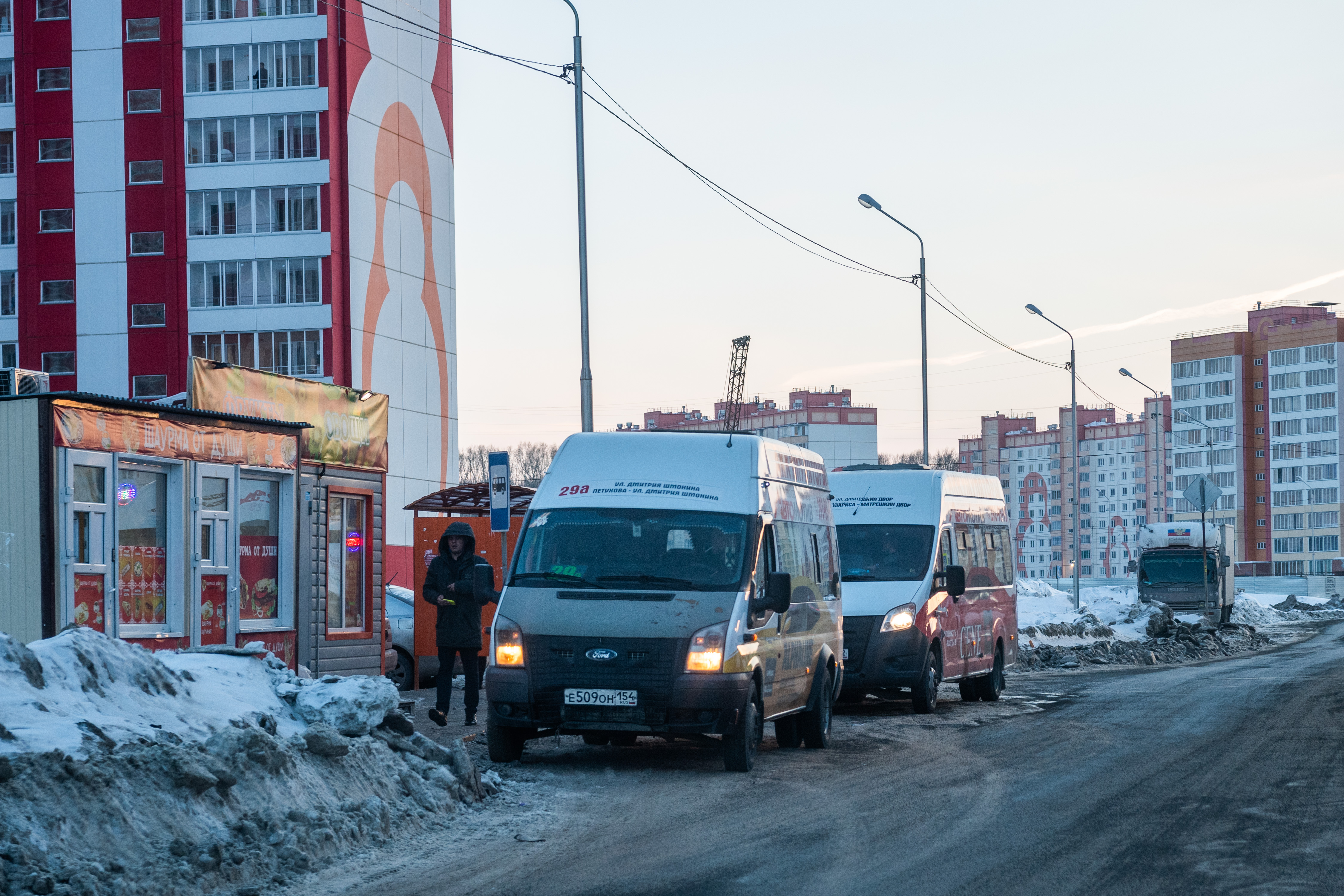
Маршрутные такси в районе жилого комплекса «Матрёшкин двор».

По жилмассиву проходят маршруты автобусов ( № 25, №29, № 57), маршрутных такси (№ 29, № 29а) и троллейбусный маршрут (№29).
Остановки общественного транспорта: «ЖК Тулинка», «ЖК Матрёшкин двор», «Лесопарк имени академика Синягина», «Дмитрия Шмонина», «Александра Чистякова», ЖК "Акварельный".

### Дорожные заторы
Одна из проблем микрорайона — дорожные заторы, которые образуются при движении транспорта из Южно-Чемского в Северо-Чемской жилмассив и на пересечении улицы Петухова и 18-го Бронного переулка.

## Критика
Жилой комплекс «Просторный» неоднократно подвергался критике со стороны блогера Ильи Варламова:

Что представляют собой дома? Это просто коробки из самых дешёвых панелей. Застройщик задался целью построить самое дешёвое и убогое жильё, взял самые дешёвые материалы, самых криволапых строителей — и получился ЖК «Просторный».